# 多線長鱸
多線長鱸，為輻鰭魚綱鱸形目鱸亞目鮨科的其中一種，分布於西太平洋區，包括菲律賓、巴布亞紐幾內亞、索羅門群島、帛琉、斐濟等海域，棲息深度18-50公尺，體長可達8公分，生活在岩礁區，為底棲性魚類，屬肉食性，生活習性不明。

## 擴展閱讀
維基物種上的相關：多線長鱸